# Aulonothroscus excavatus
Aulonothroscus excavatus is een keversoort uit de familie dwergkniptorren (Throscidae). De wetenschappelijke naam van de soort werd in 1966 gepubliceerd door Antonio Cobos Sánchez.